# Orzeżyn
Orzeżyn – wieś w Polsce położona w województwie łódzkim, w powiecie sieradzkim, w gminie Błaszki.
W latach 1975–1998 miejscowość administracyjnie należała do województwa sieradzkiego.
We wsi ma siedzibę Stowarzyszenie Polskich Producentów Ziemniaków i Warzyw Unia Warzywno-Ziemniaczana.
Liczba mieszkańców wsi Orzeżyn wynosi 255 osób.